# Турбаба, Дмитрий Петрович
Дми́трий Петро́вич Турба́ба (20 сентября (2 октября) 1863, Екатеринослав — 20 ноября 1933, Симферополь) — российский и советский химик, педагог, профессор (с 1900), доктор наук.

## Биография
Родился 20 сентября (2 октября) 1863 года в Екатеринославе в зажиточной купеческой семье.
Обучался на физико-химическом отделении физико-математического факультета Харьковского университета. После окончания университета со степенью кандидата наук, стал готовиться к профессорской деятельности. В декабре 1891 года его назначили на должность лаборанта в лабораторию минеральных веществ Харьковского практического технологического института с поручением вести занятия со студентами по техническому анализу. В 1894 году был избран приват-доцентом кафедры химии Харьковского университета, затем читал курс физической химии и курс термодинамики студентам своего вуза. Участвовал в работе Х съезда русских естествоиспытателей и врачей, проходившего в Санкт-Петербурге.
С 1900 года — профессор неорганической химии в Томском технологическом институте. Кроме занятий в институте преподавал химию в Томской зубоврачебной школе, читал курсы неорганической и физической химии на Сибирских высших женских курсах.
Одним из первых занимался исследованием водных и неводных растворов с точки зрения происходящих в них химических и физических процессов. Исследовал влияние катализатора на предел обратимой реакции, систему альдегид-паральдегид диламетрическим методом при различных температурах и подтвердил вывод о том, что состояние равновесия не зависит от природы и количества катализаторов и роль последних заключается только в изменении скорости превращения.
Много сделал для развития инженерного дела в Сибири. Известно, что он активно занимался изучением химического состава здешних минеральных озёр. Именно ему сибиряки обязаны определением целебных свойств воды озера Шира. Впоследствии, ещё при жизни учёного, здесь было организовано курортное лечение.
После Октябрьской революции 1917 года Турбаба стал заведующим кафедрой неорганической химии Томского технологического института. Однако, в 1920 году уехал из Томска по приглашению в Самарский университет.
В 1923 году стал профессором Симферопольского университета (позднее — Крымский педагогический институт). Возглавлял химическую лабораторию Крымского государственного педагогического института,  которая располагалась в доме Макурина. Лаборатория состояла из четырёх частей — лаборатории неорганической, органической, аналитической и технической химии.
Скончался 20 ноября 1933 года в Симферополе.
Имел награды Российской империи: орден Св. Станислава II степени (1905) и медаль «В память 300-летия царствования Дома Романовых» (1913).

## Главнейшие труды
- «Материалы к исследованию растворов по удельному весу» («Изв. Харьк. Физико-Химич. Общ.» за 1893 г. — магист. диссертация)
- Турбаба Д. П. Из области катализа: докт. дисс. // Известия Томского Технологического Института [Известия ТТИ]. — 1903. — Т. 1. — С. 1—111.
- «Равновесие между паральдегидом и альдегидом в присутствии катализатора»

Кроме того, в 1887—1899 гг. напечатал в «Известиях Харьковского физико-химического общества» следующие экспериментальные работы:
- «Расширение растворов некоторых органических веществ»,
- «Эбулиометрические измерения»,
- «Ацидиметрия и алкалиметрия» (последняя работа сделана совместно с И. А. Красусским).

Кроме того, напечатал в «Известиях Томского технологического института» следующие работы:
- Турбаба Д. П. К вопросу о составе сибирских минеральных вод // Известия Томского Технологического Института [Известия ТТИ]. — 1908. — Т. 10, № 2. — С. 1—6.